# Acidota quadrata
Acidota quadrata  (лат.) — вид стафилинид подсемейства Omaliinae.

## Распространение
Встречается в Голарктическом регионе.

## Экология
Живёт можно  во влажных мхах и в лесной подстилке.